# Yaki-Da
«Yáki-Da» — шведская женская музыкальная поп-группа, состоящая из двух солисток Линды Шенберг и Мэри Кнутсен-Грин. Самым популярным хитом  дуэта является песня «I Saw You Dancing».

## История группы
Группа Yaki-Da была образована в 1994 году в шведском городе Гётеборге. Название группы происходит от старинного валлийского тоста и означает «Будем здоровы!». В Гётеборге существует ночной клуб с таким же наименованием.
Дуэт был собран продюсером группы «Ace of Base» Юнасом Берггреном. Берггрен полностью спродюсировал их первый альбом и написал все песни, кроме двух.
Их первый альбом, содержащий песни «Show Me Love» и «I Saw You Dancing», стал очень популярным не только в Европе, но и в Южной Корее, где разошёлся тиражом в 400 тысяч копий. Их второй альбом «A Small Step For Love» не имел такого успеха, как первый, и в Европе был выпущен очень ограниченным тиражом. Тем не менее, выпущенные с альбома синглы «If Only The World» и «I Believe» имели успех в Южной Корее.
Песня «Show Me Love», написанная Юнасом Берггреном для альбома «Pride», была перезаписана и перепета группой «Ace of Base» в 2002 году. Песня вошла в альбом «Da Capo».
После непродолжительной карьеры, в 2000 году «Yaki-Da» перестали существовать, исчезнув из мира музыки на долгие годы. В 2015 году, впервые за 15 лет после распада, группа воссоединилась и выступила в Москве 12 декабря в рамках международного музыкального фестиваля «Легенды Ретро FM».

## Дискография

### Альбомы
- 1995 — «Pride»
- 1998 — «A Small Step For Love»

### Синглы
- 1994[2] — «I Saw You Dancing»
- 1995 — «Pride of Africa»
- 1995 — «Show Me Love»
- 1995 — «Deep in the Jungle»
- 1998 — «I Believe»